# Лёгкая пехотная бригада «Аукштайтия»
Лёгкая пехотная бригада «Аукштайтия» (лит. Lengvoji pėstininkų brigada «Aukštaitija») — тактическое соединение Сухопутных войск Литвы. Управление бригадой осуществляется штабом управления обучения и доктрин, остальные подразделения формируются на основе военнослужащих резерва исключительно в военное время или во время учений.
Единственные активные подразделения бригады в мирное время — штаб, разведывательная рота, укомплектованная призывниками, а также подразделения связи и логистики, укомплектованные профессиональными военными. В военное время численность бригады составит около 4500 солдат.

## История
Бригада была создана в целях укрепления обороноспособности вооруженных сил Литвы и адаптации к меняющейся ситуации в области безопасности. 23 марта 2017 года на церемонии в Казлу-Руде бригаде было вручено боевое знамя.

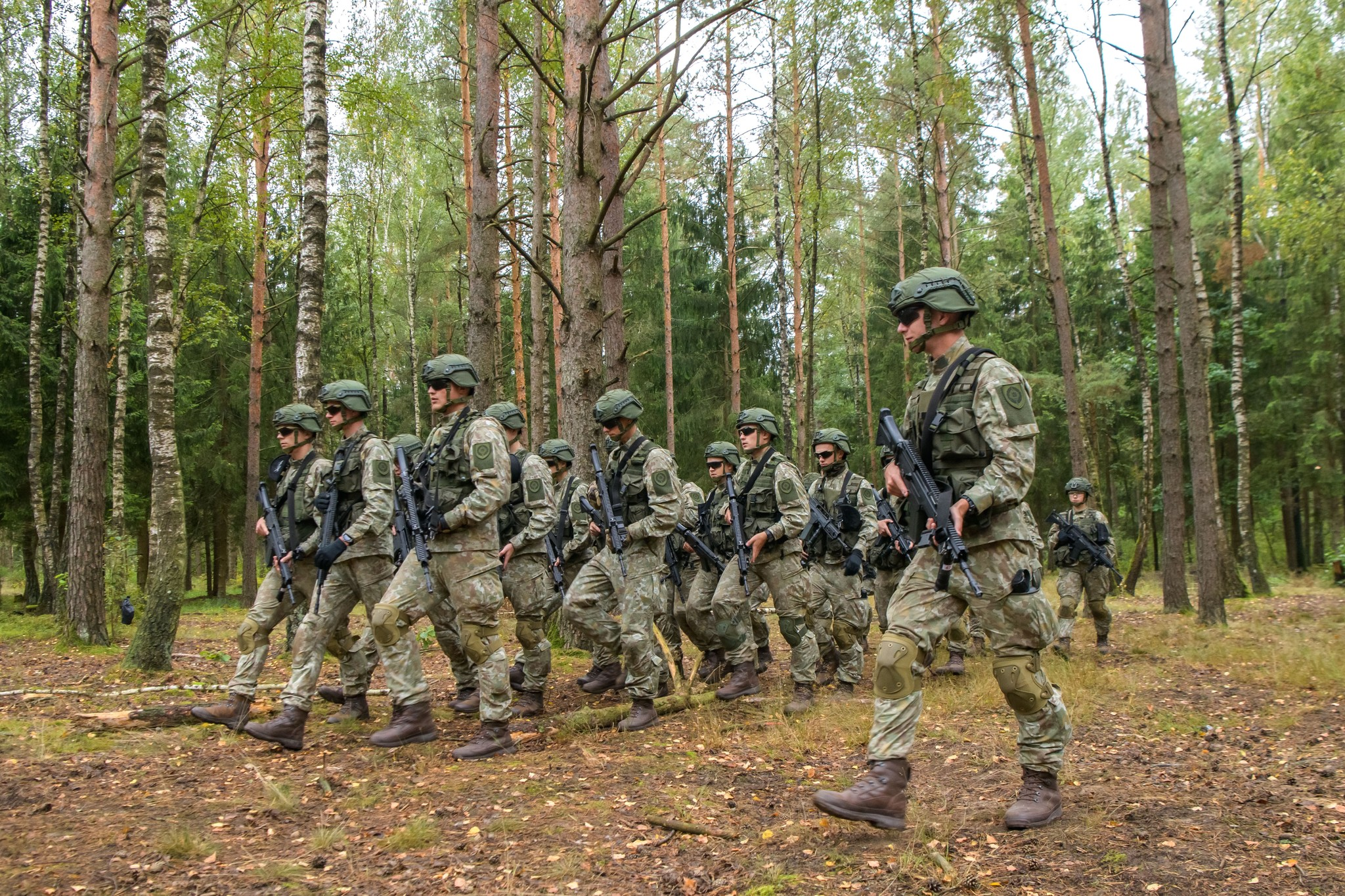
Юнкеры батальона «Йонас Жемайтис» на базовых учениях.

## Структура
|  |  | Подразделение                                                  | ППД       | ВВТ         |
|  |  | -------------------------------------------------------------- | --------- | ----------- |
|  |  | Штаб и рота поддержки                                          | Вильнюс   |             |
|  |  | Лёгкий пехотный батальон «Дивизионный генерал Стасис Раштикис» | Каунас    |             |
|  |  | Лёгкий пехотный (резервный) полк «Януш Радзивилл»              | Рукла     | M113 и JLTV |
|  |  | Лёгкий пехотный (резервный) батальон «Адольфас Раманаускас»    | Неменчине |             |
|  |  | Лёгкий пехотный (резервный) батальон «Йонас Жемайтис»          | Вильнюс   |             |
|  |  | Батальон материального обеспечения                             | Вильнюс   |             |
|  |  | Противотанковая рота                                           | Вильнюс   |             |
|  |  | Разведывательная рота                                          | Вильнюс   |             |
|  |  | Рота связи                                                     | Вильнюс   |             |

## Командование
- Полковник Данас Моцкунас (23 марта 2017 — н. в.)